# Raúl Fernández Valverde
Raúl Fernández Valverde (ur. 6 października 1985 roku w Limie) – peruwiański piłkarz grający na pozycji bramkarza. Od 2015 roku jest zawodnikiem klubu Universitario de Deportes.

## Kariera klubowa
Jest on wychowankiem Universitario de Deportes, gdzie występował w podstawowym składzie od 2007 roku do 2010 roku. W 2010 przeszedł do OGC Nice, a w 2011 roku wrócił do Universitario na zasadzie wypożyczenia.
| Sezon   | Klub                             | Kraj              | Rozgrywki        | Mecze | Bramki | Rozgrywki Europy | Mecze | Bramki |
| ------- | -------------------------------- | ----------------- | ---------------- | ----- | ------ | ---------------- | ----- | ------ |
| 2007    | Universitario de Deportes        | Peru              | Primera División | 15    | 0      | -                | -     | -      |
| 2008    | Universitario de Deportes        | Peru              | Primera División | 45    | 0      | -                | -     | -      |
| 2009    | Universitario de Deportes        | Peru              | Primera División | 33    | 0      | -                | -     | -      |
| 2010    | Universitario de Deportes        | Peru              | Primera División | 35    | 0      | -                | -     | -      |
| 2011    | Universitario de Deportes (wyp.) | Peru              | Primera División | 10    | 0      | -                | -     | -      |
| 2011/12 | OGC Nice                         | Francja           | Ligue 1          | 2     | 0      | -                | -     | -      |
| 2012/13 | OGC Nice                         | Francja           | Ligue 1          | 0     | 0      | -                | -     | -      |
| 2013    | FC Dallas                        | Stany Zjednoczone | MLS              | 26    | 0      | -                | -     | -      |
| 2014    | FC Dallas                        | Stany Zjednoczone | MLS              | 21    | 0      | -                | -     | -      |
| 2015    | Universitario de Deportes        | Peru              | Primera División | 15    | 0      | -                | -     | -      |

Stan na: koniec 2015

## Kariera reprezentacja
W reprezentacji Peru zadebiutował w 2008 roku w towarzyskim meczu z Kostaryką.